# Мургун
Мургун (рос. Мургун) — улус Курумканського району, Бурятії Росії. Входить до складу Сільського поселення Курумкан.
Населення — 23 особи (2015 рік).